# 1,5-ジチアシクロオクタン
1,5-ジチアシクロオクタン（英語: 1,5-dithiacyclooctane、DTCO）は、化学式が (CH2CH2)CH2S)2 の有機硫黄化合物である。環状ジチオエーテルで、極性溶媒に溶ける。

## 合成
1,3-プロパンジチオールを1,3-ジブロモプロパンでジアルキル化することにより、4%の収率で得られる。

## 反応

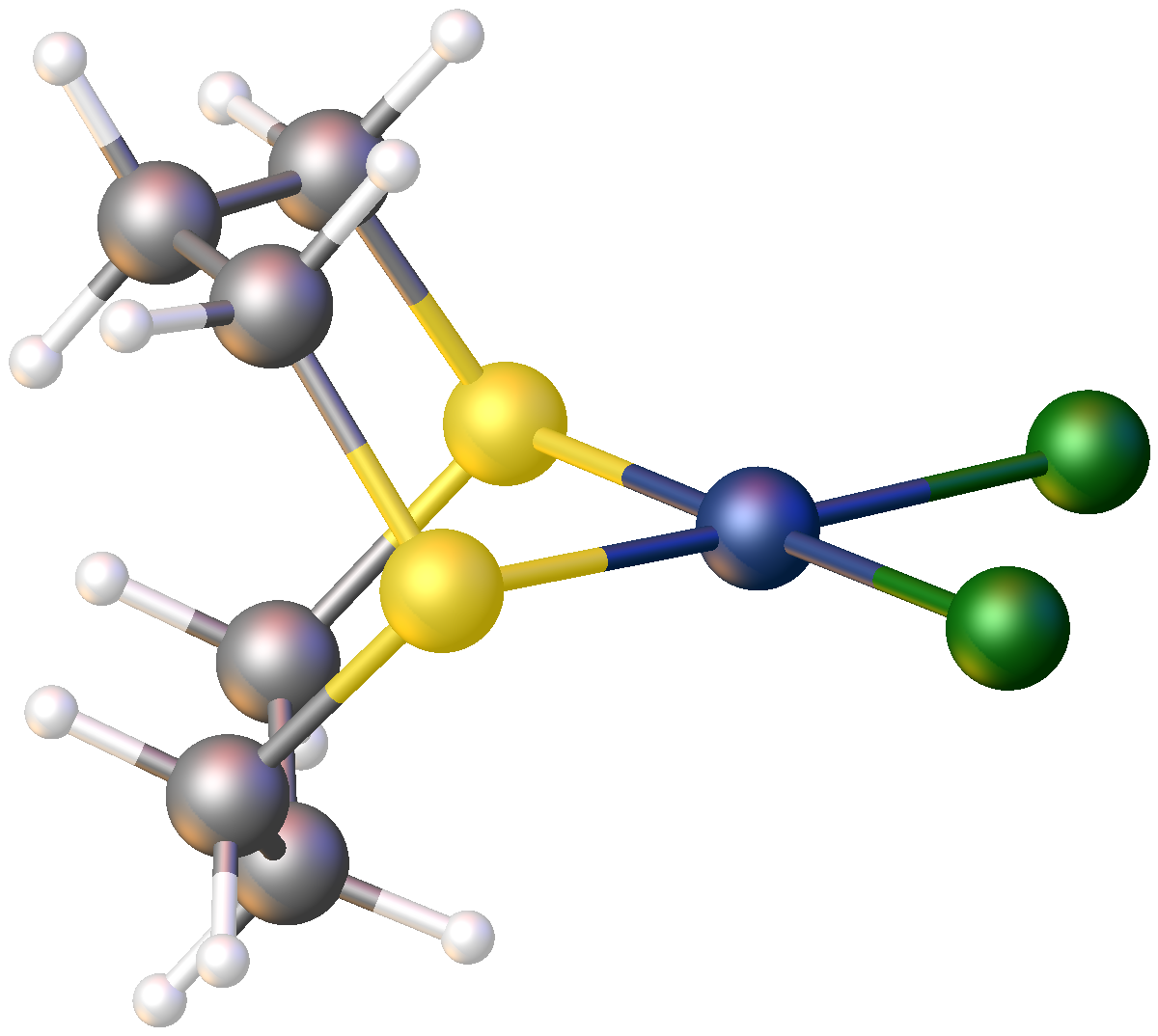
(DTCO)PdCl_{2}の構造

様々な遷移金属チオエーテル錯体を形成する。
酸化すると二環式ジカチオンとなる  。